# Hygrochroa banepa
Hygrochroa banepa är en fjärilsart som beskrevs av Druce 1904. Hygrochroa banepa ingår i släktet Hygrochroa och familjen silkesspinnare. Inga underarter finns listade i Catalogue of Life.